# Арка (фільм, 2016)
«Арк: Ковчег Часу» (англ. ARQ) — американський фантастичний фільм 2016 року. Прем'єра відбулася 9 вересня 2016 року на кінофестивалі у Торонто. Згідно з сюжетом фільму, головні герої застряють у часовій петлі у замкненій лабораторії. Вони намагаються захиститися від бандитів у масках та зберегти розроблене нове джерело енергії, яке може врятувати людство.

## Сюжет
Рентон прокидається на ліжку поряд з Ханною. На годиннику 6:16. У кімнату вриваються троє чоловіків у масках, вони тягнуть Рентона до сусіднього приміщення і прив'язують до стільця поряд з Ханною, а самі йдуть до іншої кімнати поїсти. Чоловіки називають себе Батько, Брат та Синок; ще один їхній спільник на ім'я Кузя лежить на підлозі мертвий. Рентон звільняє себе та Ханну і намагається тікати, проте його вбивають. Він знову прокидається на ліжку о 6:16, і ситуація неодноразово повторюється, проте Рентон пам'ятає про попередні випадки і з кожним разом діє з огляду на минулий досвід.
З розмов та уривків телепередачі стає ясно, що дія відбувається в постапокаліптичному майбутньому: Земля пережила катастрофу (ймовірно, ядерну війну) і світом править корпорація «Таурус». Їй протистоять повстанці з організації під назвою «Спілка», до яких належать троє чоловіків. Якогось моменту Рентон розуміє, що Ханна теж із «Спілки» і є керівником групи. У той самий час Синок виявляється найманцем, підісланим «Таурусом». Напад «Спілки» на Рентона пов'язаний з тим, що той довго працював на «Таурус» і має багато заощаджень (на спеціальних картках-стрипах), які хочуть забрати повстанці. Ханна ж раніше була подругою Рентона, проте тривалий час була ув'язнена. Відчуваючи недовіру до Ханни як представника чужих йому повстанців, Рентон згодом поєднується з нею у боротьбі проти Синків.
Як би не розвивалися події, через 3 години 14 хвилин відбувається повернення Рентона до вихідної точки, коли він прокидається на ліжку о 6:16. Поступово Рентон починає розуміти, що поява петлі пов'язана з дією створеного ним апарату ARQ (англ. Arcing recursive quine — рекурсивний електродуговий квайн), який виробляє потужну електроенергію і фактично є вічним двигуном. Петля виникла через те, що Кузя торкнувся апарату, через що той замкнув час. Більше того, з часом Рентон бачить по логах перезавантаження комп'ютера, що петель існувало набагато більше, ніж він передбачав, ймовірно, тисячі. Тим не менш, хоча в якийсь момент він збирається знищити ARQ, він у результаті вирішує не робити цього, щоб знову спробувати врятувати апарат від Тауруса і, можливо, використовувати його на благо людям. Він записує на комп'ютері відеозвернення до самого себе, в якому попереджає, що «Таурус» намагається захопити ARQ і що він має від початку довіряти Ханні.
Фільм закінчується черговим пробудженням о 6:16, але цього разу першою прокидається Ханна, що наштовхує на думку про створення абсолютно нової петлі.

## У ролях
- Роббі Амелл — Рентон[1]
- Рейчел Тейлор — Ханна / мати
- Шон Бенсон — Синок
- Грей Пауелл — Грімм / батько
- Джейкоб Нійєм — брат
- Адам Батчер — Кузя
- Танту Кардинал — Папа Римський
- Ніколас ван Бурек — ведучий новин
- Джеймі Спільчук — Mobius Common

## Виробництво
У січні 2016 року було оголошено, що Netflix вироблятиме та розповсюджуватиме фільм. Мейсон Новік, Джон Файнемор, Кайл Франке та Нік Спайсер продюсували фільм в кооперації з Lost City та XYZ Films. Того ж місяця було оголошено, що Роббі Амелл і Рейчел Тейлор зіграють головні ролі у фільмі. Зйомки проходили в Торонто протягом 19 днів. Елліот назвав бюджет фільму «менше 2 мільйонів доларів».

## Реліз
Світова прем'єра фільму відбулася на Міжнародному кінофестивалі в Торонто 9 вересня 2016 року. Фільм вийшов на екрани 16 вересня 2016 року.

## Відгуки
Фільм отримав змішані відгуки кінокритиків.
Джон ДеФор з «The Hollywood Reporter» назвав це «невеликий хитрий таймер який максимально використовує обмежені ресурси», порівнюючи його з «Днем бабака» та «На межі майбутнього» у своїй концепції.
На агрегаторі рецензій Rotten Tomatoes «Арка» отримав 43 % рейтинг критиків за сімома оглядами.